# Terence Tchiknavorian
Terence Tchiknavorian (Avignon, 22 april 1992) is een Franse freestyleskiër. Hij vertegenwoordigde zijn vaderland op de Olympische Winterspelen 2018 in Pyeongchang.

## Carrière
Tchiknavorian maakte zijn wereldbekerdebuut in januari 2012 in Alpe d'Huez. In december 2013 scoorde de Fransman in Val Thorens zijn eerste wereldbekerpunten. In maart 2014 behaalde hij in Åre zijn eerste toptienklassering in een wereldbekerwedstrijd. In december 2017 stond Tchiknavorian in Val Thorens voor de eerste maal in zijn carrière op het podium van een wereldbekerwedstrijd. Tijdens de Olympische Winterspelen van 2018 in Pyeongchang eindigde de Fransman als 28e op de skicross.

## Resultaten

### Olympische Winterspelen
| Jaar | Plaats      | Resultaten   |
| ---- | ----------- | ------------ |
| 2018 | Pyeongchang | 28e Skicross |

### Wereldbeker
Eindklasseringen
| Seizoen   | Algm | SX  |
| --------- | ---- | --- |
| 2013/2014 | 183e | 42e |
| 2014/2015 | 66e  | 20e |
| 2015/2016 | 90e  | 22e |
| 2016/2017 | 81e  | 15e |
| 2017/2018 | 45e  | 10e |
| 2019/2020 | 117e | 24e |